# Alessandro Bignamini
Alessandro Bignamini (Milano, 24 novembre 1970) è un disegnatore italiano.

## Carriera
Consegue la maturità al liceo artistico, per poi frequentare la Scuola del Fumetto di Milano. Nel 1990 pubblica alcune storie autoconclusive da una singola tavola sulle riviste Fumo di China e Comic Art. Nella prima metà degli anni novanta collabora disegnando storie brevi per la rivista Profondo Rosso (Edizioni Eden) e per Intrepido (Casa Editrice Universo).
Nel 1994 entra tra i collaboratori della Sergio Bonelli Editore, iniziando a lavorare sulla testata Mister No, dove illustrerà sia albi della serie regolare che fuoriserie. Nel 2005, sempre per la Bonelli, disegna alcuni albi della miniserie Brad Barron, nel 2009 della miniserie Greystorm, e nel 2013 della miniserie Orfani.

## Biografia
Dopo il liceo artistico, frequenta la Scuola del Fumetto di Milano. I primi lavori pubblicati risalgono al 1990, anno in cui escono due tavole autoconclusive su Fumo di China e su Comic Art. Una sua storia breve, ispirata al racconto di Edgar Allan Poe Il gatto nero, esce sulla rivista Profondo Rosso (Edizioni Eden). Nel 1992, inizia a collaborare con Intrepido, realizzando una mezza dozzina di storie brevi. In seguito, disegna quattro episodi della serie Orazio Brown, creata da Giuseppe De Nardo e affidata in precedenza alle matite di Bruno Brindisi.
Nel 1994 inizia a collaborare con la Sergio Bonelli Editore, entrando a far parte dello staff di Mister No, per il quale debutta con Fuga dall'inferno (testi di Luigi Mignacco). Dopo una lunga militanza tra le file dei disegnatori di Mister No, il 2005 lo vede inserito nello staff della collana Brad Barron. Successivamente, diviene una delle colonne portanti della miniserie Greystorm (2009), creata da Antonio Serra e Gianmauro Cozzi. Nel 2013 entra a far parte dei disegnatori di Orfani, esordendo con il numero 2 della serie.
Nel 2017 pubblica I Pionieri dell'Ignoto, romanzo grafico scritto da Stefano Vietti e il quarto speciale estivo della serie di Dragonero.